# Abd Rabuh Mansur Hadi
Feldmaršal Abd Rabuh Mansur Hadi (arapski: عبد ربه منصور الهادي‎; rođ. 1945.) je jemenski političar koji je bio potpredsjednik Jemena od 3. listopada 1994. Od 4. lipnja do 23. kolovoza 2011. je služio kao v.d. predsjednika Jemena dok se Ali Abdullah Saleh liječio u Saudijskoj Arabiji od rana zadobivenih u napadu na predsjedničku palaču tijekom ustanka.23. studenog Al-Hadi je ponovno postao v. d. nakon što je Saleh odustao od vlasti u zamjenu za imunitet od kaznenog progona. Dne 21. veljače 2012. održani su izbori na kojima je Al-Hadi bio jedini kandidat, i na kojima je formalno izabran za predsjednika. Na dužnost je stupio 25. veljače 2012. godine.

Hadi je podnio ostavku 7. travnja 2022. godine, nakon 10 godina na vlasti. 